# Băcia
Băcia es una comuna ubicada en el distrito de Hunedoara, Rumania.

## Superficie
Cuenta con una superficie de 29,73 kilómetros cuadrados.

## Demografía
Hasta 2021 la población era de 1734 habitantes, con una densidad de población de 58,32 habitantes por kilómetro cuadrado.